# Mitate-e

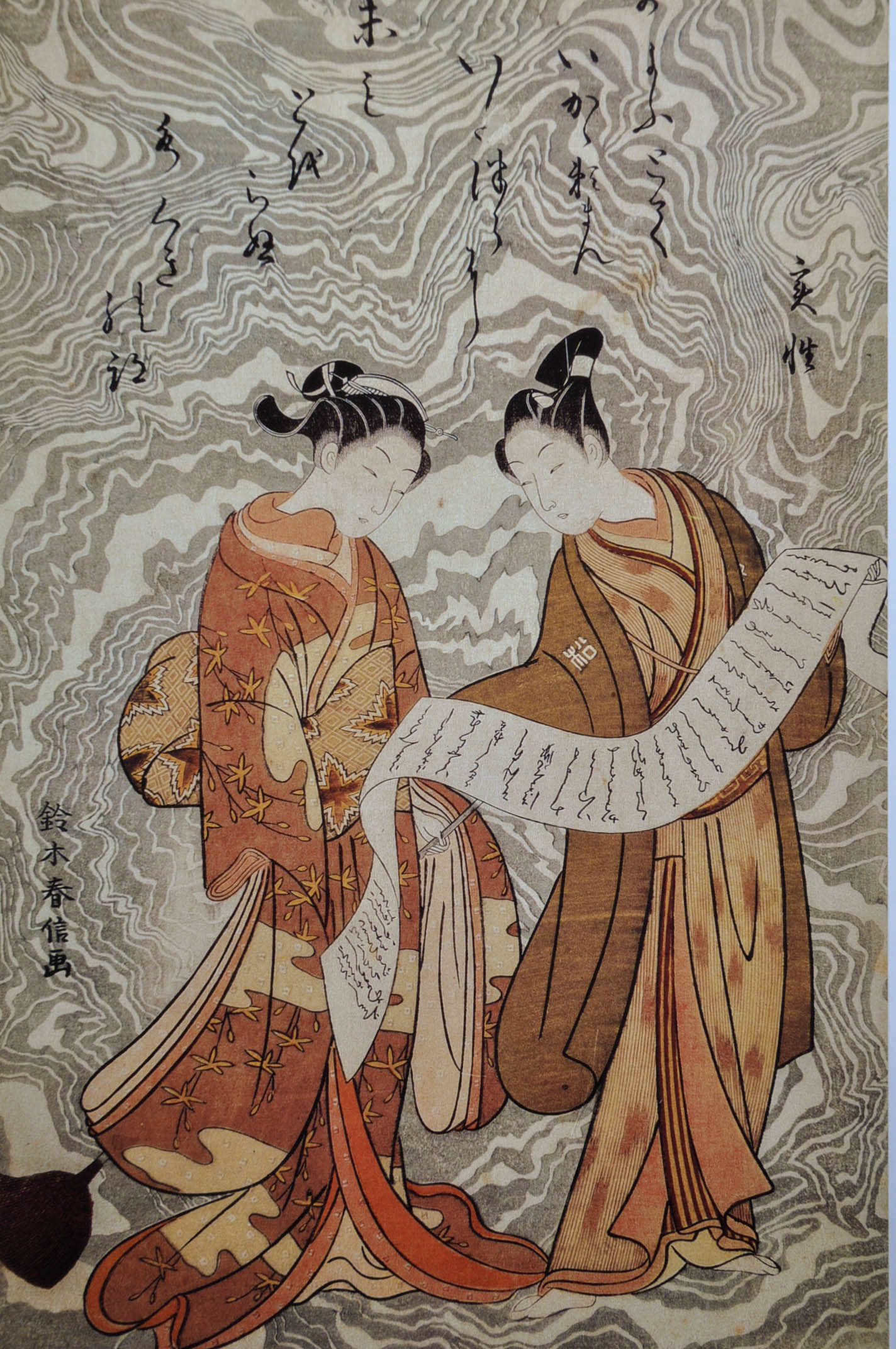
Egoyomi de Harunobu, représentant une mitate montrant Kanzan et Jittoku (ce dernier aisément reconnaissable à son balai).

Une mitate-e est une estampe japonaise parodique. En effet, une mitate (見立) est une forme de parodie, de métaphore, utilisée dans la culture japonaise traditionnelle. Elle peut, par exemple, évoquer en les transposant un conte, un épisode, une légende célèbres de la culture japonaise ou chinoise.
Le terme, qui veut dire littéralement « instituer (tate) par le regard (mi) », peut par ailleurs s'appliquer à toutes sortes de domaines, où l'on retrouve cette transposition, cette reconstruction par le regard, des estampes aux jardins japonais. 
Cette approche métaphorique a été très largement utilisée dans les estampes japonaises, et tout particulièrement dans les e-goyomi, ces luxueux « calendriers-estampes » dont le maître incontesté a été Harunobu.
En général, la parodie (mitate) fonctionnait comme suit : 
- en apparence, l'estampe mettait en scène une ou plusieurs jeunes filles, voire un couple ;
- en réalité, derrière les jeunes gens pouvaient se cacher des personnages légendaires (bien souvent des hommes), que l'on identifiait grâce à tel ou tel détail de l'image.

Et dans certains cas, aujourd'hui, le sens réel de certaines mitate nous échappe, certainement à tout jamais.

## Exemple demitate
Voici cependant quelques exemples de mitate encore comprises aujourd'hui, et qui permettent d'en apprécier la complexité.

### Shōki portant une jeune femme(Harunobu)

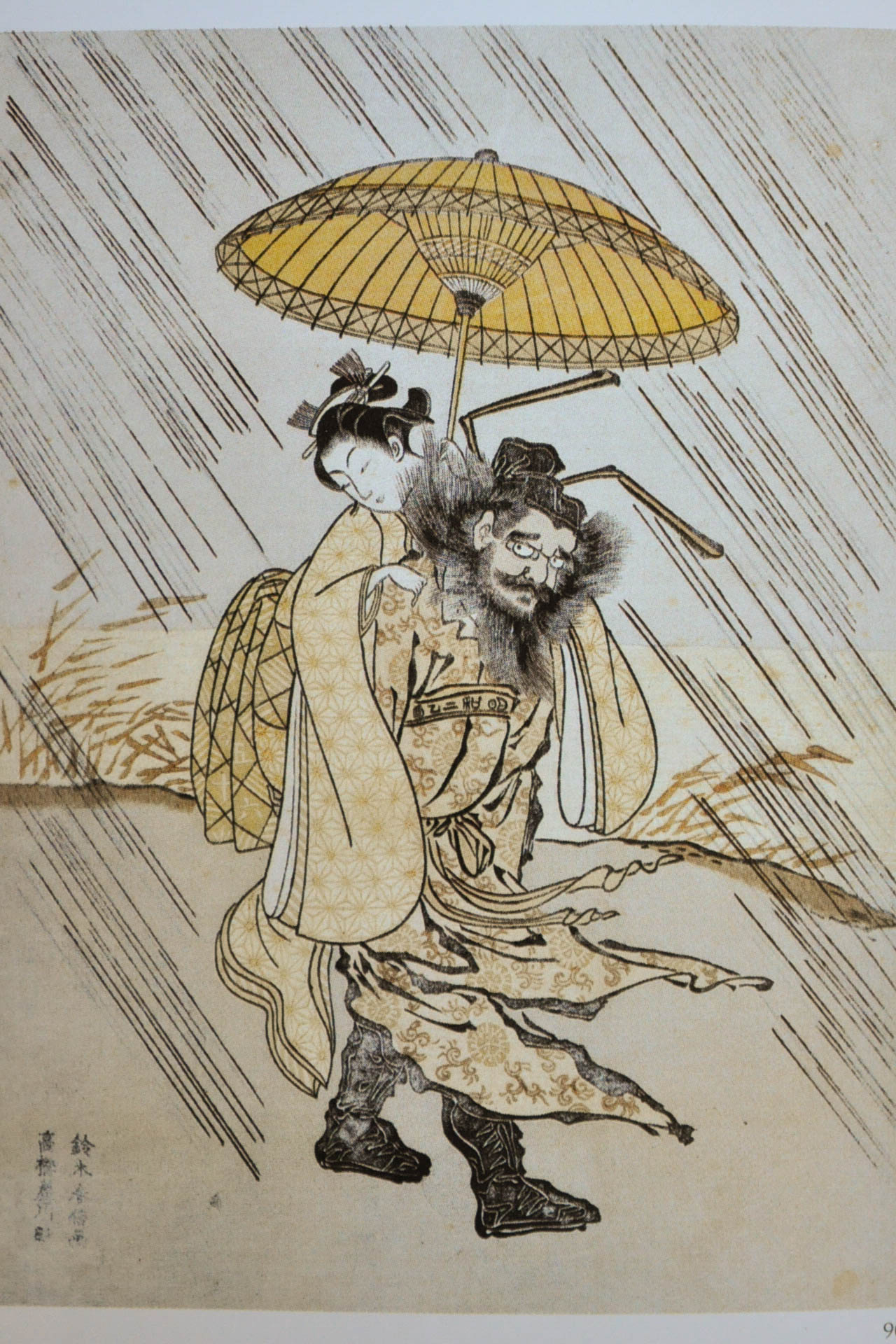
Shōki portant une jeune femme sur son dos (egoyomi de Harunobu).

Shōki, qui apparaît ici portant une jeune femme sur son dos était, dans la mythologie chinoise, un tueur de démons oni. Mais il était également connu pour s'adonner à l'enlèvement de jeunes femmes, comme on le voit dans cet egoyomi.
Cependant, la mitate est ici plus subtile, puisque l'attitude des deux personnages est également une allusion au célèbre épisode de la fuite sur la lande de Musashi des deux amants des Contes d'Ise (représenté également par Utamaro, Sugimura Jihei, Shunsho…). Un Japonais cultivé se devait donc d'identifier, non seulement la facile allusion à Shōki, mais aussi la référence aux Contes d'Ise, qui sous-entend que la jeune fille est consentante.
De plus, une subtilité complémentaire provient de ce que le style de l'estampe est composite, puisque Shôki est représenté dans le style Kano, alors que la jeune fille est purement ukiyo-e.

### Parodie du chariot brisé
La Parodie du chariot brisé (Mitate kuruma biki) est une estampe d'Utamaro tiré de la pièce de kabuki Sugawara denju tenari kagami. 
Elle met en scène un épisode de la lutte opposant Sugawara no Michizane (849-903), le gouverneur de la province de Sanuki, et Fujiwara no Tokihira, épisode au cours duquel Fujiwara no Shihei brise le chariot sur lequel il se trouve. Ministre de l'empereur Daigo, Michizane sera en effet obligé de s'exiler sous la pression de la très puissante famille Fujiwara, jalouse de son succès, avant de faire l'objet de la vénération populaire.

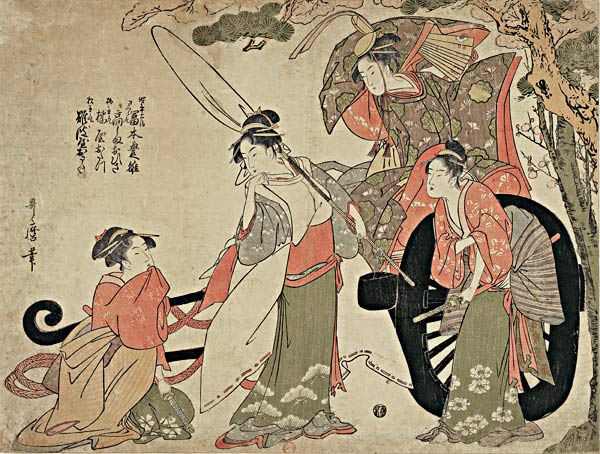
Mitate du chariot brisé, d'Utamaro.

Les différents protagonistes sont représentés ici (c'est ce qui fait de l'estampe une mitate) sous les traits de célèbres beautés de l'époque (bijin), souvent prises pour modèles par Utamaro.
Les frères Maru, qui veulent arrêter le chariot, sont représentés : 
- par Naniwaya Okita (debout au centre, avec un parasol), pour Maru Matsuō, le seul des trois frères qui soit fidèle à Fujiwara no Shihei,
- par Okatsu, pour Maru Umeō,
- par Ohisa, pour Maru Sakura (agenouillée à gauche).

De son côté, Fujiwara no Shihei, l'ennemi de Michizane, est représenté par l'impérieuse beauté de Toyohina, campée ici sur la droite de l'image, en point culminant de la composition en diagonale descendante de la scène.
À la suite de l'édit de censure de 1793, les noms des jeunes femmes seront effacés.